# Жданово (Пильнинский район)
Жданово — село в Пильнинском районе Нижегородской области, располагается на правом берегу реки Пьяны. Входит в состав Тенекаевского сельсовета. До 2009 г. являлось центром Ждановского сельского совета, включающего также населенные пункты: с. Мамёшево, д. Балеевка, д. Юморга.
Численность населения: 260 человек (январь 2011 г.).
В селе расположено отделение Почты России (индекс 607498).

## История
Село Жданово основал Ждан Мустофин Томаев (конец XVI — начало XVII вв.) — крупный землевладелец; имел наследственные земли также близ деревни Томаево Арзамасского уезда, земли, полученные за службу близ деревень Озерки и Андосово Курмышского уезда.
По местной легенде, во время похода Ивана Грозного жители села ждали царя себе в гости, да так и не дождались.
Существуют сведения, что село Жданово называлось также Воскресенским.
Согласно ведомости Симбирского наместничества 1780 года, Жданово уже называлось селом и именовалось оно Большое Жданово, селом оно стало называться после постройки церкви Троицы Живоначальной в 1811 году. В 1780 году в селе проживало 274 ревизских души - помещичьих крестьян. Вошло в состав Курмышского уезда из Алатырского уезда.
Селом и прилегающими землями владел помещик Алексей Александрович Пашков. Позднее — Степан Степанович Андреевский (1784—1843). Жена — Пашкова Елизавета Алексеевна. У стен церкви с. Жданово находится надгробная плита, на которой выбита дата рождения С. С. Андреевского — 28 мая 1782 г. Портрет С. С. Андреевского висит в военной галерее Эрмитажа в Санкт-Петербурге. В селе находилось имение — двухэтажный дом на высоком берегу реки Пьяны. Во время Великой Отечественной войны в доме находилась больница, а позднее сельская школа. До настоящего времени сохранилась только липовая аллея, спускающаяся к реке.
Церковь в с. Жданово была построена помещиком А. А. Пашковым в 1811 г. по проекту знаменитого архитектора М. Ф. Казакова и носила название Троицкой. Престолов в ней было три: главный (холодный) — во имя Живоначальные Троицы, в приделах (теплых) — в одном во имя Трех Святителей Московских и всея Руси и Чудотворцев Петра, Алексия и Ионы и в другом в честь чудотворной иконы Божией Матери «Всех Скорбящих Радость». О былой красоте храма можно судить по старинным фотографиям и оставшимся от него руинам. В Москве на улице Казакова находится Церковь Вознесения Господня на Гороховом поле, которая построена по тому же проекту.
В III томе сведений о помещичьих имениях Симбирской губернии за 1860 год указано:

Село Жданово, деревни Юморга и Ивановка принадлежат Елизавете Алексеевне Андреевской (дочь Алексея Александровича Пашкова). Чисто помещичьих крестьян - 930, дворовых - 64 души мужского пола. Число дворов - 229.
В селе Жданово 27 ноября 1877 года в семье священника Василия Розова родился Священномученик Николай (Розов).
В 1875 г. в селе была построена мужская, а в 1899 г. женская школы.
В 1900 г. в селе было 190 дворов, в которых проживало 876 мужчин и 939 женщин.

## Храм Живоначальной Троицы
В 1776 году в Жданово была деревянная церковь, построенная помещиком-коллежским асессором Александром Ильичем Пашковым (1734—1809).
В 1811 году его сыном Алексеем Александровичем Пашковым (1760-1831) была построена Церковь Троицы Живоначальной по проекту знаменитого архитектора Матвея Федоровича Казакова.
О былой красоте храма можно судить по фотографии и оставшимся от него руинам.
Старожилы села рассказывали, что в годы советской власти церковь трижды пытались взорвать, но она выстояла.
Жители села говорили, что церковь ломали рабочие, которых привезли со стороны, так как ждановские не согласились. И всех рабочих почти сразу  отвезли в больницу. Официальная версия была — пищевое отравление. Но в это никто не верил. Жители  думали, что бог наказал. Потом желающих ломать церковь не нашлось.

## Население
| 1780 | 1884 | 1900 | 1910 | 2010 |
| ---- | ---- | ---- | ---- | ---- |
| 274  | 1395 | 1815 | 1724 | 250  |

### Известные уроженцы и выходцы из села
- Розов, Константин Васильевич (1874—1923) — Великий Архидиакон Русской православной церкви.